# Bourke Place
Pour les articles homonymes, voir Bourke (homonymie).
La Bourke Place est un gratte-ciel de bureaux construit à Melbourne (Australie) en 1991 et situé au 600 Bourke Street.